# إليمير بورجيه
كان إليمير بورجيه(26 مارس 1852مانوسك، ألب دو هوت بروفانس - 13 نوفمبر 1925)روائيًا فرنسيًا. الحائز على جائزة غونكور، كان أيضًا عضوًا في أكاديمية جونكور.كان بورج، الذي اتهم علماء الطبيعة بـ «التقليل من شأن الإنسان وتشويهه» مرتبطًا ارتباطًا وثيقًا بالنمط المنحل والرمزي في الأدب. أعماله، التي تشمل رواية عام 1884لو كريبوسكول ديس ديوكس («شفق الآلهة»)، تم إخبارها من قبل كل من ريتشارد فاغنر والمسرحيين الإليزابيثيين.

## فهرس
- سوس لا هاتشي (1883)
- لو كريبوسكول ديس ديوكس (1884)
- مقبرة لو اويزو (1893)
- لانفانت كوي عفيف (1905)
- لا نيف (1904-1922)

## روابط خارجية
- Works by Élémir Bourges at the Bibliotheque Nationale
- مؤلفات Élémir Bourges في مشروع غوتنبرغ
- أعمال أو نبذة عن إليمير بورجيه على أرشيف الإنترنت